# Mathias Rust

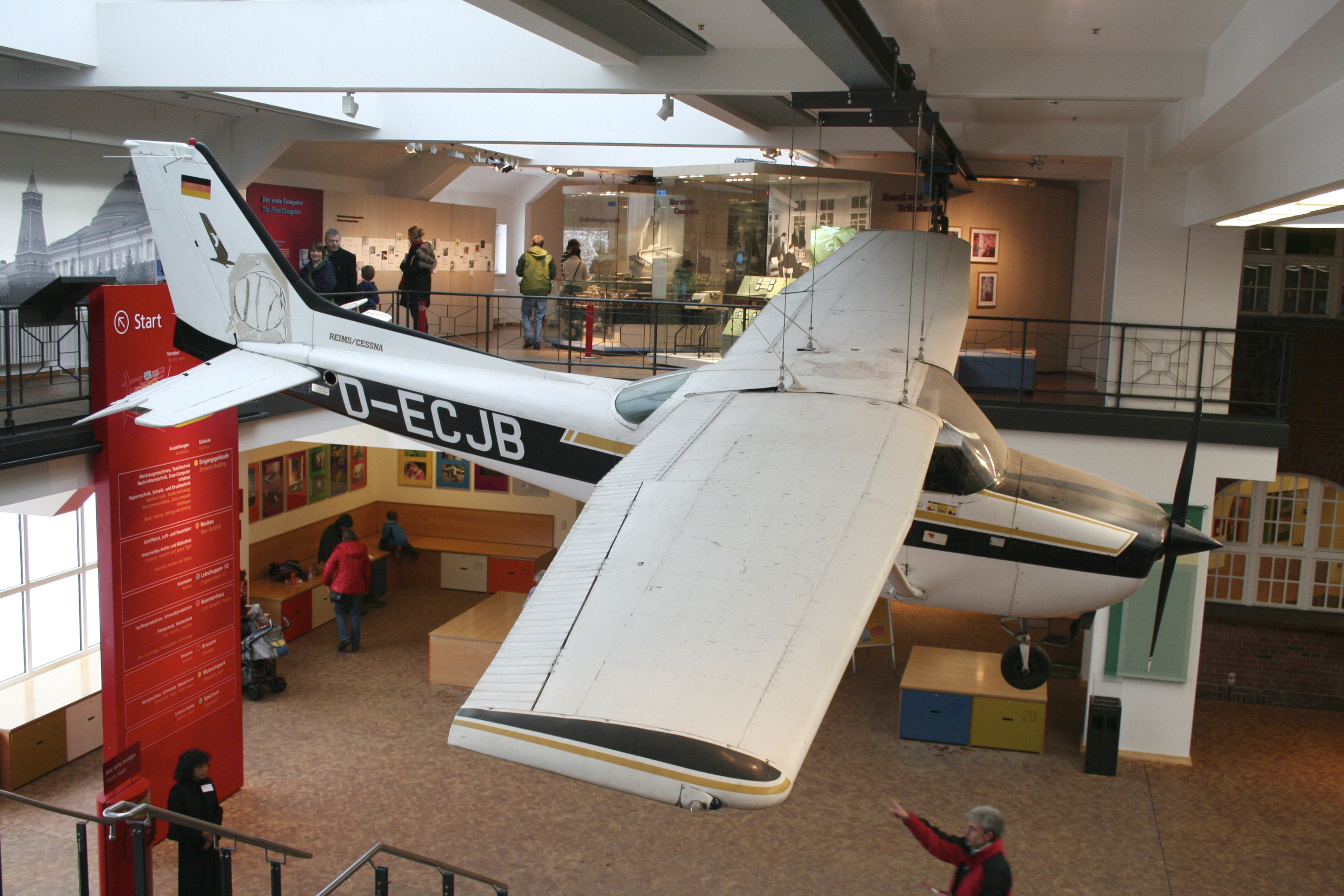
Samolot, którym poleciał Mathias Rust znajduje się w Muzeum Techniki w Berlinie

Mathias Rust (ur. 1 czerwca 1968 w Wedel) – niemiecki pilot, który w 1987, mając wówczas 19 lat, przeleciał wypożyczoną Cessną 172 (oznaczenie D-ECJB) z miejscowości Uetersen (około 30 km na północny zachód od Hamburga) poprzez Helsinki w Finlandii do Moskwy.
Był wielokrotnie wykrywany przez obronę powietrzną ZSRR, a nawet przechwycony przez dwa myśliwce z lotniska w mieście Tapa (dziś Estonia), ani razu jednak nie padł rozkaz zestrzelenia go. Paraliż decyzyjny radzieckiej obrony przeciwlotniczej oraz irracjonalność zaistniałej sytuacji spowodowały, że udało mu się dolecieć do Moskwy, gdzie wylądował na moście Bolszoj Moskworieckij tuż obok Placu Czerwonego i Kremla. Po wylądowaniu został aresztowany przez KGB i skazany na 4 lata ciężkich robót (faktycznie odsiedział w więzieniu nieco ponad rok).

## Cel
W czasach swojej młodości Mathias Rust, śledząc wydarzenia ze spotkania Ronalda Reagana i Michaiła Gorbaczowa w Reykjavíku (11–16 października 1986), postanowił zrobić coś, co zwróci uwagę świata na wrogi stosunek pomiędzy krajami podzielonymi żelazną kurtyną. Przelot samolotem ponad nią miał być według Mathiasa Rusta symbolem – pomostem ponad podziałami. Zapytany później w czasie przesłuchania o motyw, Rust oznajmił, że działał na rzecz „światowego pokoju” oraz dla „porozumienia między naszymi narodami”.
Wydarzenie to było precedensem na skalę światową, odbiło się szerokim echem w mediach zachodnich.

## Lot

Trasa przelotu Mathiasa Rusta

13 maja 1987 roku Rust jako nowy członek hamburskiego aeroklubu wynajął niedużą, szkolno-treningową Cessnę F 172 P Skyhawk II (numer rejestracyjny D-ECJB) wyposażoną w dodatkowy zbiornik paliwa i wystartował z lotniska Hamburg. Podczas międzylądowania w Uetersen (Szlezwik-Holsztyn) wymontował tylne siedzenia samolotu i ponownie wzbił się w powietrze. Obierał kurs na Wyspy Owcze położone na północ od Wielkiej Brytanii. Jako pilot amator mógł latać tylko w dzień, więc w swojej podróży kilkakrotnie musiał zatrzymać się gdzieś na noc, zarówno dla odpoczynku, jak i dla zatankowania paliwa. Trasa jego przelotu wiodła następnie przez Islandię (Keflavík), Norwegię (Bergen) i Finlandię. 25 maja wylądował na helsińskim lotnisku Malmi.
Trzy dni później, 28 maja (w święto radzieckich wojsk ochrony pogranicza) Rust wystartował w dalszą drogę. Wieżę kontrolną w Helsinkach poinformował, że zamierza lecieć do Sztokholmu, ale wkrótce po przekazaniu tej wiadomości skierował maszynę na wschód, w stronę Leningradu (obecnie Petersburg) na ruchliwy most powietrzny między Helsinkami i Moskwą. Wkrótce potem wyłączył radio w samolocie i zerwał łączność z kontrolą naziemną. W pobliżu miejscowości Sipoo (około 40 km na północny wschód od Helsinek) Cessna zniknęła z radaru fińskiej kontroli ruchu (prawdopodobnie wskutek obniżenia wysokości lotu). Kontrolerzy ruchu, podejrzewając, że maszyna uległa wypadkowi, ogłosili akcję ratunkową. W miejscu, w którym urwał się kontakt z Rustem, ratownicy odnaleźli na powierzchni morza dużą plamę oleju, co mogłoby oznaczać, że samolot się rozbił. Próby odnalezienia jego szczątków nie przyniosły jednak rezultatu. (Rust został później obciążony kosztami za tę akcję. Musiał zapłacić 100 tys. dolarów. Pochodzenia plamy olejowej nie udało się ustalić).
Tymczasem pilot leciał nad Zatoką Fińską i wkrótce przeciął linię brzegową Morza Bałtyckiego, znalazłszy się w przestrzeni powietrznej ZSRR. Ominął Leningrad i obrał kurs na południowy wschód do Moskwy. Linia kolejowa Leningrad – Moskwa posłużyła mu jako punkt orientacyjny. O godzinie 14.29 samolot Rusta pojawił się na ekranie radaru wojsk radzieckiej obrony powietrznej. Ponieważ próby nawiązania łączności radiowej z maszyną nie przyniosły rezultatu, namiarowcy przydzielili intruzowi numer 8255 i ogłosili alarm. W stan gotowości bojowej zostały postawione trzy jednostki rakietowe. Przez pewien czas śledziły one podejrzany obiekt, ale nie otrzymały zezwolenia na jego zestrzelenie. Następnie w ślad za niezidentyfikowanym samolotem zostały wysłane dwa myśliwce przechwytujące MiG-23. O godzinie 14.48, niedaleko miasta Gdow, jeden z pilotów myśliwców zlokalizował samolot podobny do Jaka-12 i zwrócił się do dowództwa z pytaniem, czy ma go zestrzelić. Rozkazu takiego nie otrzymał. Wkrótce potem w pobliżu miasteczka Stara Russa oba myśliwce straciły Cessnę z pola widzenia. Przypuszcza się, że Rust mógł tam na krótko wylądować. Przemawiałby za tym fakt, że w drodze do Moskwy pilot przebrał się. Ponadto okres, jaki upłynął od chwili wtargnięcia w przestrzeń powietrzną ZSRR do lądowania samolotu w Moskwie, był zbyt długi jak na prędkość, z którą początkowo leciał. Punkty OPK jeszcze kilkakrotnie namierzyły maszynę Rusta, ale za każdym razem utraciły z nią kontakt radarowy, prawdopodobnie z powodu niskiego pułapu lotu. Poza tym pilotowi sprzyjały jeszcze inne okoliczności – kilka dni wcześniej wprowadzono administracyjną reformę sił powietrznych ZSRR (struktury wojskowe zostały podzielone na kilka nowych jednostek, przydzielono im nowe zakresy działań). To spowodowało pewien chaos w centrum dowodzenia i trudności w ustaleniu zakresu odpowiedzialności za poszczególne strefy obrony kraju. Ponadto większość oficerów z pułku z okręgu Pskowa, wyznaczonego do obrony odcinka wybrzeża nad Zatoką Fińską, przebywała na manewrach, zaś pozostali na dyżurze młodzi, niedoświadczeni oficerowie kontroli ruchu powietrznego nie mogli samodzielnie podjąć decyzji o ewentualnym zestrzeleniu Rusta. Niemiec mógł więc bez przeszkód lecieć dalej.
W pobliżu miasta Torżok, odległego o mniej więcej 200 km od Moskwy Rust został ponownie namierzony, jednak ponieważ poprzedniego dnia doszło tam do wypadku lotniczego i wciąż prowadzona była akcja ratunkowa, naziemny punkt kontrolny uznał jednopłatową, nisko i wolno poruszającą się Cessnę za jeden z helikopterów biorących w niej udział. Potem awionetka Niemca była namierzana jeszcze kilka razy, ale mylnie brana za krajowy samolot szkolny, który nie przestrzega przepisów. Po ponad pięciogodzinnym locie, około 18.15, Cessna dotarła nad Moskwę i kierowała się w stronę Kremla. Na niebezpiecznie niskiej wysokości Rust wykonał trzy kręgi nad placem Czerwonym i Kremlem. Właśnie tam pilot miał zamiar wylądować, jednak ze względu na dużą liczbę ludzi na placu (około 300 osób – turystów i moskwian), zdecydował się na lądowanie na moście „Bolszoj Moskworieckij”. Poprzedniego dnia w celu konserwacji zdjęto przewody elektryczne, biegnące wzdłuż mostu, a które uniemożliwiłyby lądowanie. Samolot po kilkudziesięciometrowym dobiegu, o 19.30 zatrzymał się u szczytu schodzącego ku rzece Moskwie placu pod nazwą Wasilewskij Spusk, który służył wówczas za parking dla autokarów wycieczkowych. Miejsce to zlokalizowane jest tuż obok cerkwi św. Bazylego, niecałe 100 metrów od placu Czerwonego.
Tuż po wylądowaniu pilot został zatrzymany przez funkcjonariuszy KGB. Zapytany później w czasie przesłuchania o motyw, Rust oznajmił, że działał na rzecz „światowego pokoju” oraz dla „porozumienia między naszymi narodami”. Krótko przed procesem powiedział jeszcze: Gdybym otrzymał pozwolenie na mój lot do ZSRR, nie uzyskałbym takiego światowego oddźwięku, jaki uzyskałem. Ten rozgłos dla celu, jaki sobie postawiłem, osiągnąłem w pełni. I opłacało się dla niego tu przylecieć.

## Konsekwencje lądowania
Lądowanie młodego Niemca w Moskwie stało się sensacją. Dopatrywano się w nim nie tylko brawurowego wyczynu sportowego, ale również aktu politycznego. Ówczesny minister spraw zagranicznych RFN Hans-Dietrich Genscher w wywiadzie dla czołowej niemieckiej gazety bulwarowej powiedział, że na wieść o tym wydarzeniu o mało nie pękł ze śmiechu. Niektórzy komentatorzy porównywali Mathiasa Rusta do Manfreda von Richthofena, niemieckiego asa lotnictwa okresu I wojny światowej, którego Anglicy (wrogowie) w uznaniu zasług, nazwali „Czerwonym Baronem” i po zestrzeleniu wyprawili pogrzeb godny bohatera.
2 września 1987 roku rozpoczął się proces przeciwko niemu w Moskwie. Zarzucono mu między innymi: chuligaństwo, złamanie prawa lotniczego oraz nielegalne przekroczenie granicy ZSRR. Rust został skazany na 4 lata w obozie pracy.
Konsekwencje ze strony sekretarza generalnego KC KPZR Michaiła Gorbaczowa dotknęły także ówczesnego ministra obrony Siergieja Sokołowa, dowódcę Wojsk Obrony Przeciwlotniczej Kraju Aleksandra Kołdunowa, którzy zostali zdymisjonowani, oraz ponad 2000 niższych rangą oficerów, którzy dopuścili się zaniedbania swoich obowiązków i niewykrycia obcego samolotu nad terytorium Związku Radzieckiego. Nie jest tajemnicą, że Sokołow i Kołdunow oraz pozostali zdymisjonowani byli przeciwnikami reform Gorbaczowa, a zwłaszcza pieriestrojki. Po ogłoszeniu wyroku z obawy o bezpieczeństwo więźnia nie został wysłany do ciężkich prac – postanowiono osadzić skazanego w moskiewskim więzieniu Lefortowo, gdzie spędził 432 dni. Następnie został zwolniony warunkowo. Na wniosek Przewodniczącego Prezydium Rady Najwyższej Andrieja Gromyki zezwolono mu na powrót do kraju, co nastąpiło 3 sierpnia 1988 roku.

## Pozostałe wydarzenia z życia Mathiasa Rusta
W 1989 roku, w ramach tzw. służby zastępczej (niem. Zivildienst), pracował w szpitalu w Rissen (dzielnica Hamburga) w Niemczech. Tam zakochał się bez wzajemności w jednej z pracownic, co stało się przyczyną ataku na nią z użyciem noża. Kobieta ledwo przeżyła. Został skazany na 2 i pół roku więzienia, po 15 miesiącach został zwolniony warunkowo. Od tamtej pory prowadził podzielone życie, określając siebie jako „nieco dziwacznego”. W 1996 roku przeszedł na hinduizm żeby zaręczyć się z córką indyjskiego handlarza herbatą. W 2001 roku za kradzież puloweru z kaszmiru został ukarany grzywną w wysokości 10 tysięcy marek, zredukowaną później do 600 marek. W 2005 roku kolejny raz miał problem z prawem – za oszustwo wymierzono mu karę grzywny 1500 euro. W 2009 roku Rust określił się jako zawodowy gracz w pokera. W 2012 roku ujawnił, że pracuje jako analityk finansowy w banku inwestycyjnym z siedzibą w Zurychu.